# Колат-Рибники
Колат-Рибники (пол. Kołat-Rybniki) — село в Польщі, у гміні Кікул Ліпновського повіту Куявсько-Поморського воєводства.
Населення — 265 осіб (2011).
У 1975-1998 роках село належало до Влоцлавського воєводства.

## Демографія
Демографічна структура станом на 31 березня 2011 року:
|          | Загалом | Допрацездатний вік | Працездатний вік | Постпрацездатний вік |
| -------- | ------- | ------------------ | ---------------- | -------------------- |
| Чоловіки | 133     | 34                 | 88               | 11                   |
| Жінки    | 132     | 32                 | 75               | 25                   |
| Разом    | 265     | 66                 | 163              | 36                   |